# Безпека журналістів
Безпека журналістів — це здатність журналістів і професіоналів ЗМІ отримувати, виробляти і обмінюватися інформацією, не стикаючись з фізичними або моральними погрозами.
Журналісти можуть зіткнутися з насильством та залякуванням за здійснення свого основного права на свободу слова. Діапазон загроз, з якими вони стикаються, включає вбивство, викрадення, захоплення в заручники, домагання, залякування, довільні затримання і катування. Жінки-журналісти стикаються з сексуальним насильством.
Журналісти, і особливо жінки-журналісти, все частіше стикаються з образами і переслідуваннями в Інтернеті, такими як розпалювання ненависті, кібер-знущання, кібер-переслідування, тролінг, публічне засудження, залякування і погрози.

## Насильство проти журналістів
З 2012 до 2016 року Генеральний директор ЮНЕСКО засудив вбивство 530 журналістів, в середньому два випадки смерті в тиждень. За попередній п'ятирічний період, з 2007 по 2011 рік, ЮНЕСКО зареєструвала 316 вбивств. 2012 рік виявився найбільш смертоносним за всю історію спостережень — тоді загинуло 124 журналіста. Більшість вбивств журналістів, в період з 2012 по 2016 рік, відбулося в країнах, які переживають збройний конфлікт, що становить 56% від загальної кількості вбивств.
За даними Комітету захисту журналістів, майже 50% тих, чия смерть була підтверджена як пов'язана з їх роботою як журналіста, були вбиті, у той час як 36% в потрапили під перехресний вогонь і 14% були вбиті під час виконання небезпечного завдання. За даними НПО, найбільш імовірним джерелом насильства в цих вбивствах були політичні групи (36%), за якими слідували військові (22%) і невідомі джерела (20%).

## Безкарність за злочини проти журналістів
Триває тенденція безкарності за злочини проти журналістів, при цьому більше 90% випадків вбивств журналістів залишаються нерозкритими. Спеціальний доповідач з питань свободи слова Міжамериканської комісії з прав людини, Едісон Ланца вважає безкарність основною перешкодою на шляху до забезпечення безпеки журналістів. Франк Ла Рю, колишній помічник генерального директора ЮНЕСКО з комунікації та інформації, вважає, що "першопричину цього явища слід віднести на рахунок відсутності політичної волі проводити розслідування, в тому числі через побоювання репресій з боку злочинних мереж, а також неадекватної правової бази, слабкої судової системи, нестачі ресурсів, що виділяють не правоохоронні органи, недбалості і корупції».
ЮНЕСКО створила механізм для моніторингу статусу судових розслідувань вбивств журналістів. Щороку Генеральний директор ЮНЕСКО направляє запит державам-членам, в яких відбулися вбивства журналістів, з проханням повідомити ЮНЕСКО про стан проведених розслідувань по кожному вбивству, засудженому Організацією. ЮНЕСКО реєструє відповіді на ці запити у відкритому звіті, який Генеральний директор представляє кожні два роки Раді Міжнародної програми розвитку комунікації (МПРК). Звіт IPDC за 2016 рік резюмується в публікації «Пора розірвати порочне коло насильства щодо журналістів», в якій висвітлюються основні висновки, дається аналіз вбивств і відповідей держав-членів. У 2017 році ЮНЕСКО направила 62 державам-членам листи з проханням надати інформацію про статус недозволених справ, що мали місце в період з 2006 по 2016 рр. Згідно з відповідями держав-членів, відсоток вирішених справ залишається низьким — менше 10%. З тих пір, як ЮНЕСКО почала запитувати інформацію про вживання тимчасових заходів у зв'язку з вбивствами журналістів, засудженими Генеральним директором, Організація отримала інформацію від 63 з 75 держав-членів. Інформація охоплює 622 випадки з 930 випадків, зареєстрованих ЮНЕСКО в період з 2006 до 2016 року (67%).
План дій Організації Об'єднаних Націй по забезпеченню безпеки журналістів і проблем безкарності, надає підтримку державам-членам в здійсненні активних заходів по боротьбі з переважаючою культурою безкарності.

## Цифрова безпека журналістів
Можливості спостереження, зберігання даних і технології цифрових атак стають все більш поширеними, менш дорогими, що робить журналістів все більш уразливими для цифрових атак з боку як державних, так і недержавних суб'єктів.
У зв'язку з доступністю програмного і апаратного забезпечення для спостереження в ряді штатів у багатьох регіонах з'явилися законодавчі акти, які розглядають як припинити цифрове інакомислення, переслідувати інформаторів і розширити довільне спостереження на кількох цифрових платформах.

## Міжнародне законодавство, що гарантує захист роботи журналістам
Право кожного дотримуватися своїх поглядів, а також вільно збирати, одержувати, передавати інформацію та ідеї є одним із основоположних прав, що гарантують стабільний розвиток демократичного суспільства та можливість забезпечити реалізацію інших прав людини. Право на свободу переконань і вільне їх виявлення першочергово було закріплене у статті 19 Загальної декларації прав людини (1948 року), як таке, що включає свободу безперешкодно дотримуватися своїх переконань та свободу шукати, одержувати і поширювати інформацію та ідеї будь-якими засобами і незалежно від державних кордонів. Також, право на свободу вираження поглядів визначено статтею 10 Конвенції про захист прав людини і основоположних свобод (Європейська конвенція з прав людини 1950 року), згідно з якою, так само як і у Загальній декларації, це право включає свободу дотримуватися своїх поглядів, одержувати і передавати інформацію та ідеї без втручання органів державної влади і незалежно від кордонів. Проте на відміну від Загальної декларації, у Конвенції передбачені можливі обмеження цих свобод, а саме такі, що встановлені законом і є необхідними в демократичному суспільстві в інтересах національної безпеки, територіальної цілісності або громадської безпеки, для запобігання заворушенням чи злочинам, для охорони здоров’я чи моралі, для захисту репутації чи прав інших осіб, для запобігання розповсюдженню конфіденційної інформації або для підтримання авторитету і безсторонності суду.
Свобода дотримання та вираження своїх поглядів також закріплена у статті 19 Міжнародного пакту про громадянські і політичні права (1966 року), де визначено, як і у попередньо описаних актах, що право вільно виражати свої погляди включає свободу шукати, одержувати і поширювати будь-яку інформацію та ідеї, незалежно від державних кордонів, а також визначено можливості реалізації цього права у визначених формах: усно, письмово чи за допомогою друку або художніх форм вираження чи іншими способами на свій вибір.
І так само, це право пов’язане з певними обмеженнями, що повинні бути встановлені законом і бути необхідними для поваги прав і репутації інших осіб, а також для охорони державної безпеки, громадського порядку, здоров’я чи моральності населення. Спеціальними для умов та часу збройних конфліктів є норми міжнародного гуманітарного права, що забезпечують правові гарантії жертвам збройного конфлікту. Окремо такі правові гарантії, що безпосередньо стосуються журналістів, визначені у Женевській конвенції про поводження з військовополоненими (1949 року) (III конвенція) та Додатковому протоколі до Женевської конвенції від 12 серпня 1949 року, що стосується захисту жертв міжнародних збройних конфліктів (Протокол І) (1977 року).Так, у статті 4 Женевської конвенції про поводження з військовополоненими визначено, що військовополоненими, у розумінні Конвенції, є такі особи, що супроводжують збройні сили, але фактично не входять до їхнього складу, наприклад, військові кореспонденти, за умови, що вони отримали на це дозвіл тих збройних сил, які вони супроводжують, для чого останні видають таким особам посвідчення за зразком, що наданий у додатку до Конвенції.
У свою чергу в Додатковому протоколі до Женевської конвенції від 12 серпня 1949 року, що стосується захисту жертв міжнародних збройних конфліктів окрема глава присвячена питанню захисту журналістів. А саме стаття 79 Протоколу, яка визначає, що журналісти, котрі перебувають у небезпечних професійних відрядженнях у районах збройного конфлікту, розглядаються як цивільні особи у значенні пункту 1 статті 50 Протоколу, тобто, як будь-які особи, що не належать до жодної з категорій осіб, зазначених у статті 4 А, 1, 2, 3 та 6 Третьої конвенції1 та статті 43 цього Протоколу.

## Захист роботи журналіста згідно українського законодавства
Першочергово Конституцією України, а саме статтею 15, визначено заборону цензури, що є одним з головних запобіжників розвитку свободи слова та незалежності журналістської діяльності в Україні. Крім цього, у статті 34 Конституції кожному гарантовано право на свободу думки і слова, на вільне вираження своїх поглядів і переконань, яке передбачає, що кожен має право вільно збирати, зберігати, використовувати і поширювати інформацію усно, письмово або в інший спосіб — на свій вибір; проте у цій же статті визначено, що це право може бути обмеженим законом за певних умов  — в інтересах національної безпеки, територіальної цілісності або громадського порядку  — з метою запобігання заворушенням чи злочинам, для охорони здоров’я населення, для захисту репутації або прав інших людей, для запобігання розголошенню інформації, одержаної конфіденційно, або для підтримання авторитету і неупередженості правосуддя.
Всі норми спеціального національного законодавства, що забезпечують свободу слова базуються на визначеному у Конституції праві на свободу думки і слова. Що стосується спеціальних норм, які безпосередньо регулюють діяльність журналістів в умовах збройного конфлікту, то необхідно зазначити визначені у статті 25 Закону України «Про інформацію» гарантії діяльності засобів масової інформації та журналістів, де закріплено право працівника ЗМІ після пред’явлення документа, що засвідчує його професійну належність, збирати інформацію в районах стихійного лиха, катастроф, у місці аварій, масових безладів, воєнних дій, крім випадків, передбачених законом. Крім цього, серед гарантій діяльності ЗМІ передбачено такі важливі аспекти як вільний вибір форми фіксації із застосуванням необхідних технічних засобів, право поширювати інформацію за своїм авторством чи під псевдонімом, право не розкривати джерела інформації чи інформацію, що може допомогти встановити таке джерело. Враховуючи той факт, що військовий конфлікт на Сході України офіційно є антитерористичною операцією, то має місце можливе застосування відповідних спеціальних законодавчих актів, а саме — Закону України «Про боротьбу з тероризмом». Так, у цьому Законі, у статті 17 передбачені певні особливості та вимоги до інформування громадськості про терористичний акт, зокрема забороняється поширення через засоби масової інформації або в інший спосіб інформації, яка:
- розкриває спеціальні технічні прийоми і тактику проведення антитерористичної операції;
- може ускладнити проведення антитерористичної операції і (або) створити загрозу життю та здоров’ю заручників та інших людей, які знаходяться в районі проведення зазначеної операції або за його межами;
- має на меті пропаганду або виправдання тероризму, містить висловлювання осіб,
- які чинять опір чи закликають до опору проведення антитерористичної операції;
- містить дані про предмети та речовини, які безпосередньо можуть бути використані для вчинення актів технологічного тероризму;
- розкриває дані про персональний склад співробітників спеціальних підрозділів та членів оперативного штабу, які беруть участь у проведенні антитерористичної операції, а також про осіб, які сприяють проведенню зазначеної операції (без їхньої згоди).[13][14]

Перші три пункти в переліку забороненої до поширення інформації є недостатньо визначеними, що може спричинити неоднозначне застосування такої заборони на практиці, а також дає простір для маніпулювання та зловживання відповідними структурами, які можуть, використовуючи таку норму, чинити тиск на журналістів та засоби масової інформації в процесі здійснення останніми своїх професійних обов›язків. Крім цього, у статті 15 Закону визначено, що в районі проведення антитерористичної операції контакти з представниками засобів масової інформації здійснюють керівник оперативного штабу або визначені ним особи. Хочеться зауважити, що у довіднику з безпеки журналістів, який виданий за підтримки Бюро Представника ОБСЄ з питань свободи слова ЗМІ у 2014 році (2-ге видання) у частині питання адміністративно-правової бази для гарантування безпеки журналістів визначено, що закони про державну безпеку та боротьбу з тероризмом повинні бути ретельно визначені й обмежені у часі та обсязі, а основоположне право на свободу переконань і вираження поглядів треба належним чином враховувати під час їхньої розробки та в процесі застосування — якими ознаками не можна охарактеризувати деякі положення чинного Закону України «Про боротьбу з тероризмом».